# دارمشتادیم
دارمشتادیوم (به انگلیسی: Darmstadtium) از عنصرهای شیمیایی جدول تناوبی است. نشانه کوتاه آن Ds و عدد اتمی آن ۱۱۰ است. نام آن از شهر دارمشتات در آلمان گرفته شده‌است.

## خواص فیزیکی عنصر دارمشتادیوم (Uun)
- عدد اتمی: ۱۱۰
- جرم اتمی: ۲۸۲
- حالت استاندارد: احتمالاً جامد
- رنگ: نامعلوم
- نام گروه: ۱۰
- دوره تناوبی :۷